# 塞利姆·帕尔姆格伦
塞利姆·帕尔姆格伦（瑞典語：Selim Palmgren，1878年2月16日—1951年12月16日），芬兰钢琴家，作曲家，指挥家，被誉为“芬兰的肖邦”。出生于芬兰西部城市波里，1895年入赫尔辛基音乐学院学习，后来到欧洲大陆进修，师从布索尼。回国后成为钢琴家和指挥家，1921年赴美演出，回国后从事教学。帕尔姆格伦的作品数量很多，大部分是钢琴小品，基本属于浪漫主义风格，但受到印象主义影响较大，常常运用芬兰民间音乐素材，长于描绘优美的景色，颇为听众喜爱。